# Diocesi di Port Harcourt
La diocesi di Port Harcourt (in latino Dioecesis Portus Harcurtensis) è una sede della Chiesa cattolica in Nigeria suffraganea dell'arcidiocesi di Calabar. Nel 2023 contava 1.257.000 battezzati su 6.567.892 abitanti. La sede è vacante.

## Territorio
La diocesi comprende quasi per intero lo stato nigeriano di Rivers nel sud del Paese.
Sede vescovile è la città di Port Harcourt, dove si trova la cattedrale del Corpus Domini.
Il territorio è suddiviso in 188 parrocchie.

## Storia
La diocesi è stata eretta il 16 maggio 1961 con la bolla Quod Apostolis di papa Giovanni XXIII, ricavandone il territorio dalla diocesi di Owerri (oggi arcidiocesi).
Il 17 marzo 1991 ha ceduto una porzione del suo territorio a vantaggio dell'erezione della missione sui iuris di Bomadi (oggi diocesi).
Originariamente suffraganea dell'arcidiocesi di Onitsha, il 26 marzo 1994 è entrata a far parte della provincia ecclesiastica di Calabar.

## Cronotassi dei vescovi
Si omettono i periodi di sede vacante non superiori ai 2 anni o non storicamente accertati.
- Godfrey Okoye, C.S.Sp. † (16 maggio 1961 - 7 marzo 1970 nominato vescovo di Enugu)
  - Sede vacante (1970-1991)[2]
- Alexius Obabu Makozi (31 agosto 1991 - 4 maggio 2009 ritirato)
- Camillus Archibong Etokudoh (4 maggio 2009 - 9 aprile 2025 ritirato)
  - Patrick Eluke,[1] dal 9 aprile 2025 (amministratore apostolico)

## Statistiche
La diocesi nel 2023 su una popolazione di 6.567.892 persone contava 1.257.000 battezzati, corrispondenti al 19,1% del totale.
| anno | popolazione | popolazione | popolazione | presbiteri | presbiteri | presbiteri | presbiteri                | diaconi | religiosi | religiosi | parrocchie |
| anno | battezzati  | totale      | %           | numero     | secolari   | regolari   | battezzati per presbitero | diaconi | uomini    | donne     | parrocchie |
| ---- | ----------- | ----------- | ----------- | ---------- | ---------- | ---------- | ------------------------- | ------- | --------- | --------- | ---------- |
| 1969 | ?           | ?           | ?           | 44         | 4          | 40         | ?                         |         | 48        | 28        | 22         |
| 1980 | 73.789      | 2.593.000   | 2,8         | 19         | 3          | 16         | 3.883                     |         | 16        | 12        | 18         |
| 1990 | 93.594      | 3.045.000   | 3,1         | 77         | 16         | 61         | 1.215                     |         | 62        | 33        | 21         |
| 1999 | 100.600     | 3.500.000   | 2,9         | 43         | 30         | 13         | 2.339                     |         | 13        | 104       | 40         |
| 2000 | 110.900     | 3.500.000   | 3,2         | 49         | 28         | 21         | 2.263                     |         | 21        | 111       | 47         |
| 2001 | 112.118     | 3.500.000   | 3,2         | 112        | 86         | 26         | 1.001                     |         | 32        | 93        | 52         |
| 2002 | 200.000     | 4.121.421   | 4,9         | 124        | 106        | 18         | 1.612                     |         | 23        | 108       | 45         |
| 2003 | ?           | 4.321.425   | ?           | 124        | 106        | 18         | ?                         |         | 27        | 132       | 48         |
| 2004 | 218.412     | 4.521.429   | 4,8         | 140        | 119        | 21         | 1.560                     |         | 32        | 155       | 60         |
| 2013 | 1.398.000   | 5.958.944   | 23,5        | 159        | 117        | 42         | 8.792                     |         | 82        | 165       | 116        |
| 2016 | 1.128.867   | 5.980.902   | 18,9        | 173        | 126        | 47         | 6.525                     |         | 86        | 180       | 115        |
| 2019 | 1.147.467   | 5.998.895   | 19,1        | 195        | 146        | 49         | 5.884                     |         | 60        | 144       | 143        |
| 2021 | 1.149.987   | 5.999.075   | 19,2        | 184        | 153        | 31         | 6.249                     |         | 46        | 114       | 144        |
| 2023 | 1.257.000   | 6.567.892   | 19,1        | 197        | 165        | 32         | 6.380                     |         | 54        | 123       | 188        |